# 芒廷布鲁克
山布魯克（英語：Mountain Brook）是美国阿拉巴马州下属的一座城市。面积约为12.79平方英里（约合33.11平方公里）。根据2010年美国人口普查，该市有人口20,413人，人口密度为1,596.51/平方英里（约合616.52/平方公里）。